# Lapège
Lapège település Franciaországban, Ariège megyében. Lakosainak száma 18 fő (2022. január 1.). Lapège Alliat, Capoulet-et-Junac, Génat, Gourbit és Illier-et-Laramade községekkel határos.

## Népesség
A település népességének változása:
| Lakosok száma | 84   | 63   | 46   | 30   | 26   | 28   | 29   | 23   | 20   | 18   |
|               | 1968 | 1982 | 1990 | 2006 | 2013 | 2015 | 2017 | 2019 | 2020 | 2022 |